# Ashford (Ierland)
Ashford is een plaats in het Ierse graafschap Wicklow. Het dorp ligt aan de Vartry, iets ten noorden van de plaats Wicklow.

## Geboren
- Katie McGrath, actrice